# Restiosporium desmocladi
Restiosporium desmocladi är en svampart som beskrevs av Vánky 2006. Restiosporium desmocladi ingår i släktet Restiosporium och familjen Websdaneaceae.   Inga underarter finns listade i Catalogue of Life.